# Guerre russo-turque de 1710-1711
Pour les articles homonymes, voir guerre russo-turque.
Guerres turco-russes, grande guerre du Nord
La guerre russo-turque de 1710-1711 est un conflit entre la Russie de Pierre le Grand et l'Empire ottoman, survenu à la suite de la défaite suédoise de Poltava (8 juillet 1709) et à la fuite dans l'Empire ottoman du roi de Suède Charles XII, qui réussit à persuader le sultan Ahmet III d’entrer en guerre contre la Russie (20 novembre 1710).  
Cette guerre, qui a lieu dans le cadre de la Grande guerre du Nord (1700-1721), opposant principalement la Suède et la Russie, est la quatrième guerre russo-turque. La précédente avait eu lieu dans le cadre de la Grande guerre turque (1683-1699) et s'était achevée avec le traité de Constantinople, du 13 juillet 1700.
Elle est réglée par le traité de Fălciu en 1711.

## Déroulement

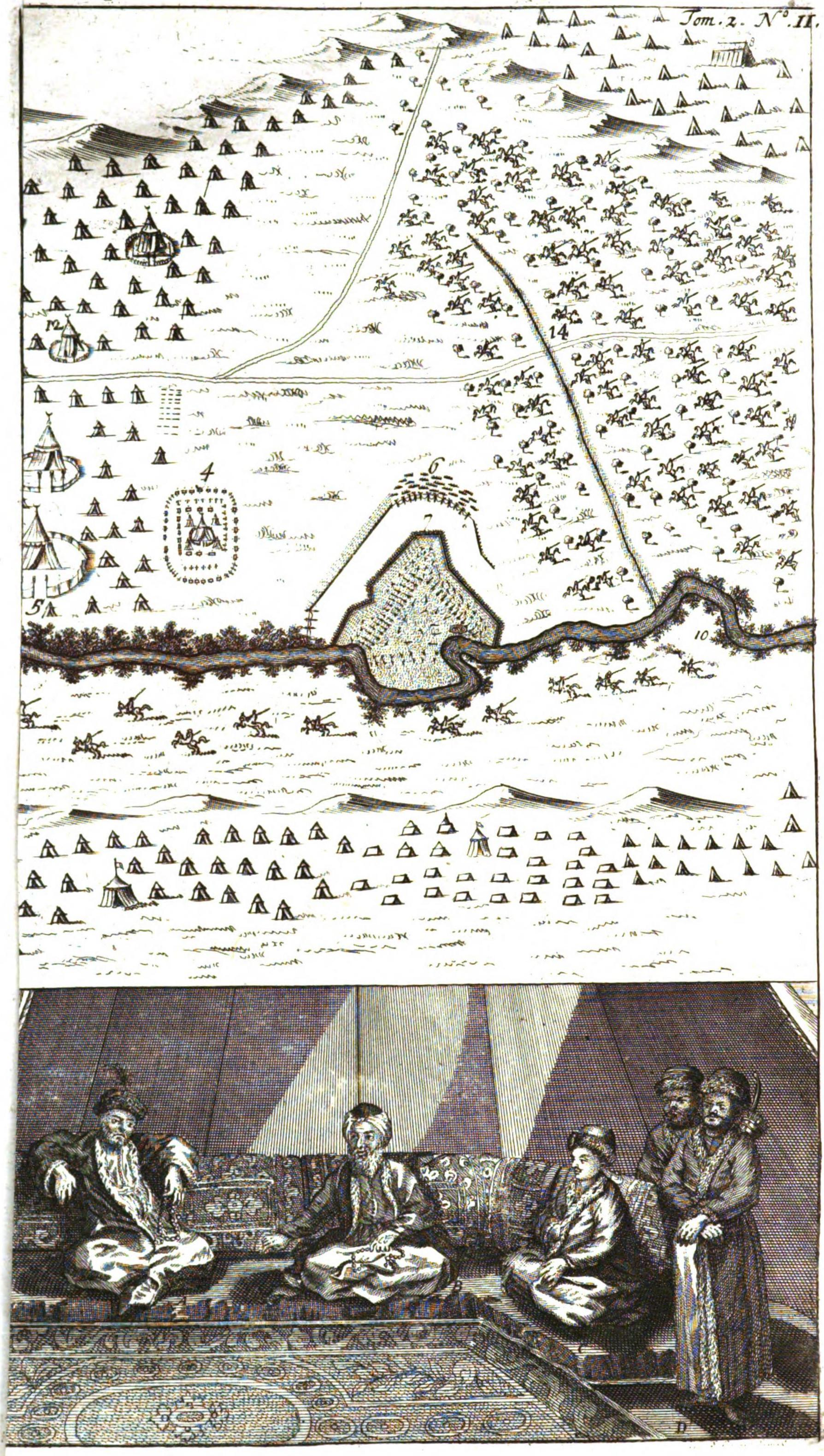
Bataille du Prut : illustration de William Hogarth (1697-1764) pour le Récit des voyages d'Aubry de la Mottraye, 1724

En 1711 une offensive russe, dite « campagne du Prut », a lieu en Moldavie. Sous la direction de Boris Cheremetiev, les troupes russes entrent dans la principauté de Moldavie, vassale des Ottomans, mais dont le souverain Démètre Cantemir, souhaite s’émanciper. 

Le 18 juillet 1711, les troupes russes et moldaves sont encerclées par les troupes turques commandées par le Grand Vizir Baltacı Mehmet Pacha et vaincues à la bataille de Stănilești (ro). L’armée russe a souffert du manque d’informations et de la faiblesse de l'intendance, tandis que le gouvernement turc a su mobiliser une armée plus importante et mieux équipée en artillerie.

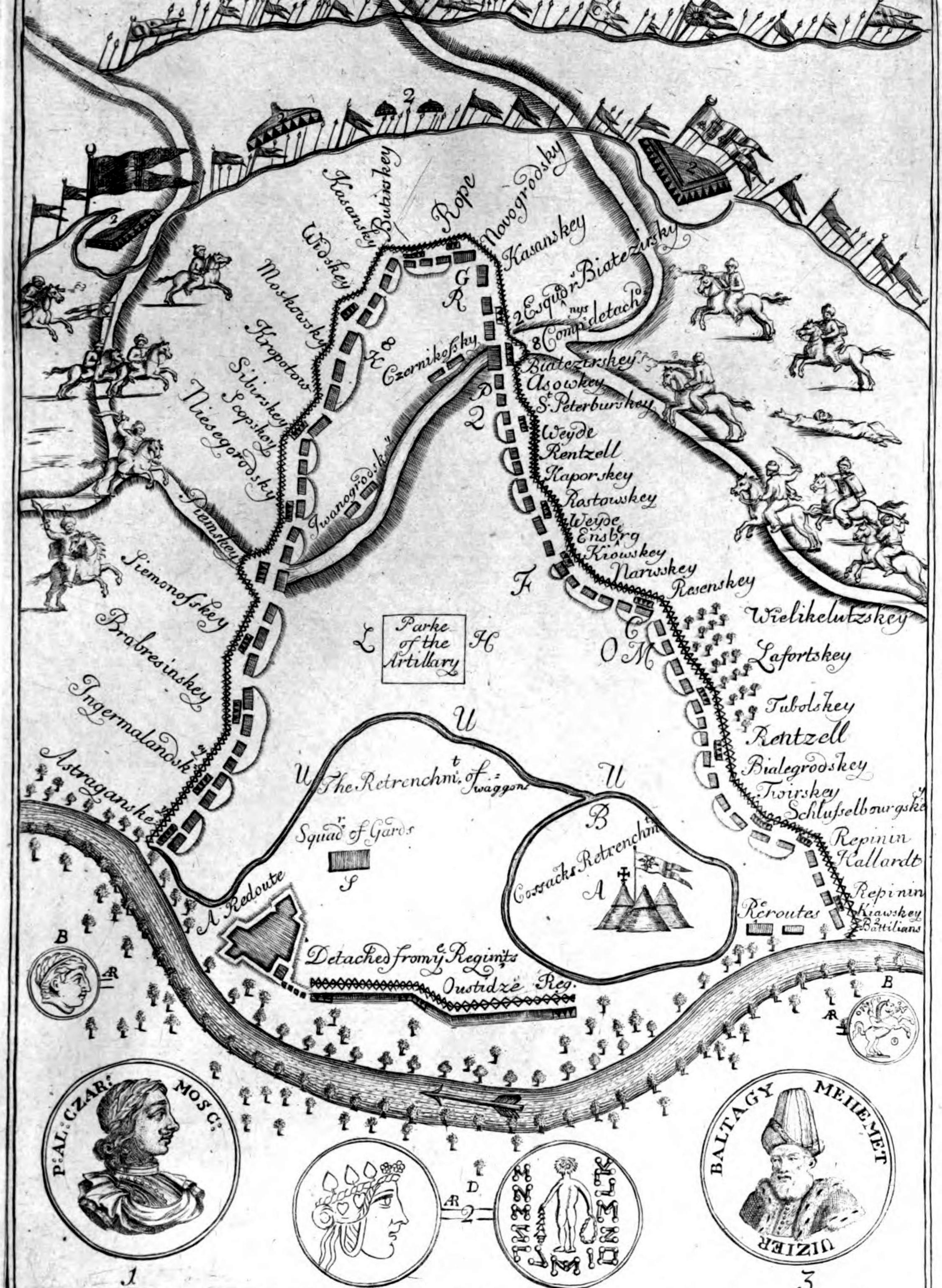
Bataille du Prut : illustration de William Hogarth (1697-1764) pour le récit des voyages d’Aubry de La Mottraye, 1724

Le conflit s’achève le 21 juillet avec la conclusion du traité de Fălciu (ou traité du Pruth), à la grande déception de Charles XII. Le traité stipule que les Ottomans récupèrent Azov, que les Russes doivent démanteler plusieurs forteresses, notamment celle de Taganrog et cesser de s'immiscer les affaires de la Pologne et de la Moldavie. Démètre Cantemir doit s’exiler en Russie.
Un effet collatéral de cette paix est l'apparition de tensions entre le gouvernement turc et Charles XII ; à tel point qu'en février 1713, celui-ci est mis en état d'arrestation et assigné à résidence ; il quittera l'Empire ottoman seulement en octobre 1714. 